# UNINE
UNINE은 2019년 1st Single 《UNLOCK》으로 데뷔하여 2020년 해체한 중국의 9인조 보이 그룹이다.

## 방송
- 청춘유니 (시즌 1) (2019)

## 음반
- UNLOCK (2019)
- UNUSUAL (2019)
- U-Night Flight (2020)
- UNFORGETTABLE (2020)